# Riconoscimenti speciali di Miss Terra
La seguente lista contiene tutte le vincitrici di riconoscimenti speciali assegnati alle concorrenti del concorso Miss Terra.

## Best in Long Gown
| Anno | Vincitrice                     | Nazione    | Piazzamento a Miss Terra |
| ---- | ------------------------------ | ---------- | ------------------------ |
| 2001 | Carlene Aguilar                | Filippine  | Top 10                   |
| 2002 | Claudia Ortiz de Zevallos Cano | Perù       | Top 10                   |
| 2003 | Priscila Poleselo Zandoná      | Brasile    | Miss Aria                |
| 2004 | Stéphanie Kahaia Lesage        | Tahiti     | Miss Acqua               |
| 2005 | Vanessa de Roide               | Porto Rico | Top 8                    |
| 2006 | Amruta Patki                   | India      | Miss Aria                |
| 2007 | Silvana Santaella              | Venezuela  | Miss Acqua               |
| 2008 | Daniela Torrealba              | Venezuela  | Top 8                    |
| 2009 | Sandra Seifert                 | Filippine  | Miss Aria                |
| 2010 | Jennifer Pazmiño               | Ecuador    | Miss Aria                |

## Best in Swimsuit
| Anno | Vincitrice                    | Nazione    | Piazzamento a Miss Terra |
| ---- | ----------------------------- | ---------- | ------------------------ |
| 2001 | Margarita Kravtsova           | Kazakistan | Miss Acqua               |
| 2002 | Diana Patricia Botero Ibarra  | Colombia   | Top 10                   |
| 2003 | Jennifer Pichard              | Francia    |                          |
| 2004 | Yanina Alicia González Jorgge | Paraguay   | Miss Fuoco               |
| 2005 | Alexandra Braun               | Venezuela  | Miss Terra               |
| 2006 | Marianne Puglia               | Venezuela  | Miss Fuoco               |
| 2007 | Silvana Santaella             | Venezuela  | Miss Acqua               |
| 2008 | Abigail Elizalde              | Messico    | Miss Acqua               |
| 2009 | Sandra Seifert                | Filippine  | Miss Aria                |
| 2010 | Luu Thi Diem Huong            | Vietnam    | Top 14                   |

## Best in National Costume
| Anno | Vincitrice                     | Nazione       | Piazzamento a Miss Terra |
| ---- | ------------------------------ | ------------- | ------------------------ |
| 2001 | Shamita Singha                 | India         | Top 10                   |
| 2002 | Jin-ah Lee                     | Corea del Sud |                          |
| 2003 | Jessica Doralis Segui Barrios† | Panama        |                          |
| 2004 | Gabriela Zavala                | Honduras      | Top 8                    |
| 2005 | Hye-Mi Yoo                     | Corea del Sud | Top 16                   |
| 2006 | Mililani Vienna Tofa           | Samoa         |                          |
| 2007 | Jiraporn Sing-Ieam             | Thailandia    | Top 8                    |
| 2008 | Shassia Ubillus                | Panama        |                          |
| 2009 | Evelyne Almasi                 | Tanzania      |                          |
| 2010 | Marina Kishira                 | Giappone      | Top 7                    |

## Miss Friendship
| Anno | Vincitrice           | Nazione     | Piazzamento a Miss Terra |
| ---- | -------------------- | ----------- | ------------------------ |
| 2001 | Misuzu Hirayama      | Giappone    |                          |
| 2002 | Charlene Gaiviso     | Gibilterra  |                          |
| 2003 | Yodit Getahun        | Etiopia     |                          |
| 2004 | Stephanie Brownell   | Stati Uniti |                          |
| 2005 | Katherine McClure    | Canada      |                          |
| 2006 | Maria Lucia Leo      | Italia      |                          |
| 2007 | Amale Al Khoder      | Libano      | Top 16                   |
| 2008 | Andrea Carolina León | Ecuador     |                          |
| 2009 | Graziella Rogers     | Svizzera    |                          |
| 2010 | Sue Ellen Castañeda  | Guatemala   |                          |

## Miss Talent
- Nel 2002, Džejla Glavović è stata detronizzata.

| Anno | Vincitrice             | Nazione              | Piazzamento a Miss Terra |
| ---- | ---------------------- | -------------------- | ------------------------ |
| 2001 | Jelena Keirane         | Lettonia             | Top 10                   |
| 2002 | Džejla Glavović        | Bosnia ed Erzegovina | Miss Terra               |
| 2003 | Mirela Bulbulija       | Bosnia ed Erzegovina |                          |
| 2004 | Tanya Beatriz Munizaga | Canada               |                          |
| 2005 | Yevgeniya Rudenko      | Ucraina              |                          |
| 2006 | Zhou Meng Ting         | Cina                 | Top 16                   |
| 2007 | Monika Baliunaite      | Lituania             |                          |
| 2008 | Rachael Smith          | Australia            |                          |
| 2009 | Niuriki Teremate       | Polinesia francese   |                          |
| 2010 | Nicole Faria           | India                | Miss Terra               |

## Miss Photogenic
- Titolo votato dal pubblico nel 2009.

| Anno | Vincitrice                     | Nazione    | Piazzamento a Miss Terra |
| ---- | ------------------------------ | ---------- | ------------------------ |
| 2001 | Daniela Stucan                 | Argentina  | Miss Fuoco               |
| 2002 | April Rose Lim Perez           | Filippine  | Top 10                   |
| 2003 | Claudia Cecilia Azaeda Melgar  | Bolivia    |                          |
| 2004 | Priscilla Meirelles de Almeida | Brasile    | Miss Terra               |
| 2005 | Nataly Chilet Bustamante       | Cile       | Top 8                    |
| 2006 | Riza Raquel Santos             | Canada     |                          |
| 2007 | Jeanne Angeles Harn            | Filippine  |                          |
| 2008 | Karla Henry                    | Filippine  | Miss Terra               |
| 2009 | Tereza Budková                 | Rep. Ceca  |                          |
| 2010 | Watsaporn Wattanakoon          | Thailandia | Miss Acqua               |

## Beauty for a Cause Award
- Titolo istituito nel 2003.
- Non consegnato nel 2004-2006, 2008-2009.

| Anno | Vincitrice      | Nazione     | Piazzamento a Miss Terra |
| ---- | --------------- | ----------- | ------------------------ |
| 2003 | Vida Samadzai   | Afghanistan |                          |
| 2007 | Bokang Montjane | Sudafrica   | Semifinalista            |

## Designers Award
- Titolo istituito nel 2008.
- Non consegnato nel 2009.

| Anno | Vincitrice  | Nazione   | Piazzamento a Miss Terra |
| ---- | ----------- | --------- | ------------------------ |
| 2008 | Karla Henry | Filippine | Miss Terra               |

## Miss Aodai
- Titolo istituito nel 2010.

| Anno | Vincitrice   | Nazione | Piazzamento a Miss Terra |
| ---- | ------------ | ------- | ------------------------ |
| 2010 | Tijana Rakic | Serbia  |                          |